# Indescher See

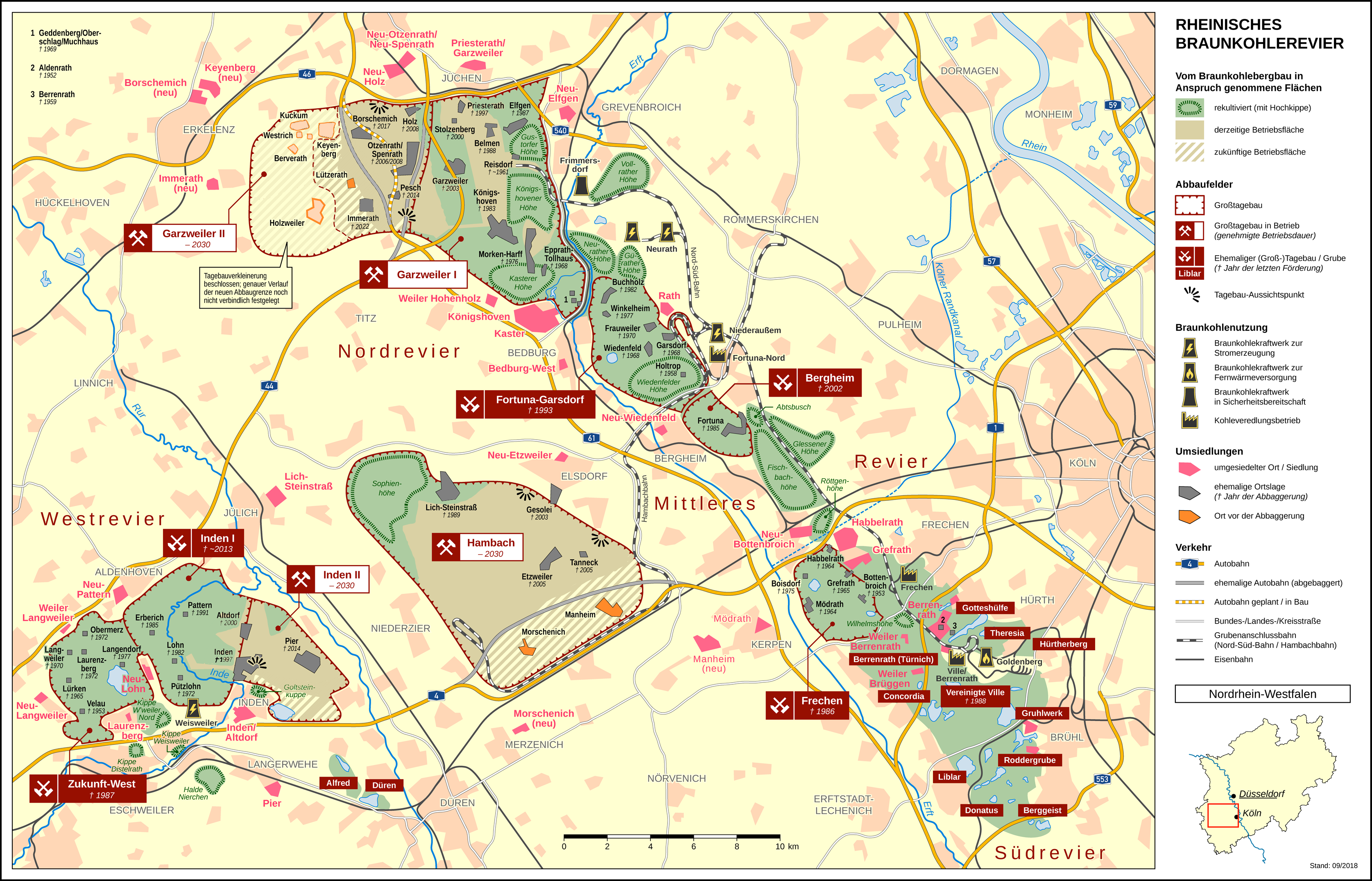
Der Tagebau Inden im Rheinischen Braunkohlerevier

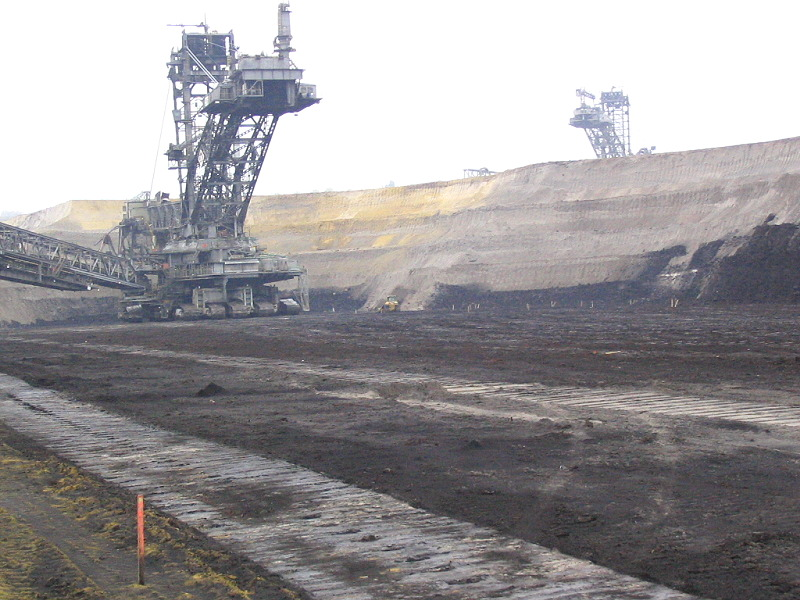
Blick in den Tagebau, 2003

Der Indesee, offiziell auch Tagebaurestsee Inden, im Sprachgebrauch seltener auch Indescher Ozean, Indescher See oder Indesches Meer, ist ein Tagebaurestsee, der nach der Auskohlung des Tagebaus Inden bei Inden im Kreis Düren, Nordrhein-Westfalen, entstehen soll.

## Geschichte
Der ursprünglichen Planung zufolge sollte das Restloch des Tagebaus mit Erde gefüllt werden. Im September 2006 stellte der Gemeinderat Inden einen Antrag, wonach das Restloch des Tagebaus ab dem Jahre 2035 zu einem Freizeitsee werden soll. Der Braunkohleplan wurde mittlerweile entsprechend angepasst.
Zuvor wurde die Rekultivierungsplanung für die Fläche von Inden II mehrfach geändert. Zuerst sollte landwirtschaftlich rekultiviert werden, aber wegen eines nach Auffassung des BUND misslungenen Abraummanagements favorisierte RWE Power aus Kostengründen einen Restsee.
Der See hätte dann eine Fläche von 1.160 ha (entspricht 11,6 km²) und wäre damit der größte See in Nordrhein-Westfalen. Allerdings sind für die nahegelegenen Tagebaue Garzweiler (23 km²) und Hambach (42 km²) noch größere Seen in Vorplanung. Die Tiefe des geplanten Sees soll bei bis zu 180 Metern liegen.
Der BUND lehnt diese Restsee-Variante ab. Es gibt keine begründeten Hinweise darauf, das sich die Grundannahmen des Braunkohlenplanes Inden II von 1989/90 so wesentlich geändert haben, dass eine Änderung nach den strengen Kriterien des § 48 LPlG erfolgen dürfte. Insbesondere erscheint ungewiss, ob angesichts des fortschreitenden Klimawandels überhaupt die benötigten Wassermengen aus der Rur ohne weitere Zerstörungen des Fließgewässer-Ökosystems bereitgestellt werden können.
Der See läge ungefähr auf dem Gebiet des Tagebaus Inden II, die Orte Schophoven, Merken und Lucherberg direkt am See. Ähnlich wie heute schon an Tagebau-Restseen in Ostdeutschland soll auch in Inden ab 2035 eine Nutzung möglich sein; dann wird mit einem wachsenden Freizeit- und besonders Wassersportangebot gerechnet.
Der endgültige Pegel soll im Jahr 2065 erreicht sein. 
Eine alternative Rekultivierungsmöglichkeit ist die Verfüllung mit Erde. Dazu wäre jedoch eine (auch im Braunkohlenplan ausgewiesene) 5,5 km lange Bandstraße, vorbei an 8000 Menschen in sechs Ortschaften, notwendig, die durch Verfüllung mit Wasser aus der nahegelegenen Rur überflüssig würde.
Im Zuge des katastrophalen Hochwassers in West- und Mitteleuropa 2021 brach die Inde in ihr altes Flussbett und lief unkontrolliert in den Tagebau.

## Planung
Mit dem planerischen Leitentscheid zur Braunkohleförderung gibt die Landesregierung den weitere Verlauf der Braunkohleförderung wie auch der Nachnutzung und Umgestaltung der Tagebaurestlöcher vor. Dies geschieht im Rahmen des vorgegebenen Kohleausstiegs der Kohlekommission. Um die Öffentlichkeit bei der Planung besser mit einzubeziehen und Vorschläge aus der Bevölkerung zu sammeln, wurde ebenfalls eine Öffentlichkeitsbeteiligung durchgeführt. Die Schwerpunkte liegen dabei auf Raumentwicklung, Anpassung der Tagebauplanung, Wasserverhältnisse nach Ende des Tagebaus sowie sozialverträgliche Umsiedlung von Bewohnern. Die zukünftige Nutzung der Wasserressourcen zur Flutung des Tagebaurestloches steht bereits vor Beginn in der Kritik, da die wasserintensive Industrie in Düren, insbesondere die Papiermühlen, um die Verfügbarkeit fürchten. Geologische Untersuchungen sollen verhindern, dass es zu Auswaschung und damit einer Schwermetallbelastung des Gewässers kommt.
Im Januar 2021 startete das Bundesministerium für Bildung und Forschung zusammen mit der Ruhr-Universität Bochum die Bürgerbeteiligungsplattform BioökonomieREVIER, um weitere Ansätze für die zukünftige Strukturentwicklung zu gewinnen.
Im Rahmen des Leitentscheides Braunkohle und der Bürgerbeteiligung wurde auch der Denkmalschutz und Erhalt einiger technischer Geräte aus dem Tagebau diskutiert. Das Hauptaugenmerk liegt dabei auf einem Schaufelradbagger wie dem Bagger 288, welcher das weltgrößte Landfahrzeug ist und in Museum- und Veranstaltungskonzepte eingebunden werden soll. So hofft die Entwicklungsgesellschaft auf eine signifikante freizeitwirtschaftliche Nutzung und die assoziierte Entstehung von Arbeitsplätzen zur Abmilderung der Folgen des Strukturwandels.

## Rechtliche Auseinandersetzungen
Der Braunkohlenausschuss der Bezirksregierung Köln beschloss am 5. Dezember 2008 trotz des Widerspruches der Stadt Düren, das Restloch des Tagebaus ab dem Jahre 2030, statt mit Erde zu verfüllen, zu einem Restsee zu fluten. Die Stadt Düren reichte gegen die Änderung des Braunkohlenplans Klage vor dem Landesverfassungsgericht in Münster ein, da sie ihre Planungshoheit verletzt sah. Die Stadt sieht sich durch den geplanten See von Nachbarstädten abgeschnürt. Außerdem befürchtet sie, dass der Restsee nicht sicher sein könnte und Hangrutsche ähnlich wie im Jahr 2009 am Concordiasee passieren könnten. In der Verhandlung am 25. Oktober 2011 wurde die Verfassungsklage der Stadt Düren abgewiesen.